# Not Giving In
«Not Giving In» — песня английской драм-н-бейс-группы Rudimental, при участии вокала британских певцов Джона Ньюмена и Алекса Клэра, вышедшая в качестве третьего сингла с дебютного альбома группы Home.
Сингл получил платиновую сертификацию в Австралии, золотую сертификацию в Великобритании и Новой Зеландии и достиг первого места в британском танцевальном чарте. Песня была использована в первом эпизоде 3-го сезона телесериала Teen Wolf, а также на футбольном чемпионате 2014 FIFA World Cup фирмой Mercedes-Benz, спонсировавшей сборную команду Германии.

## История
Официальное музыкальное видео (режиссёр Josh Cole) было загружено 17 октября 2012 года на канал YouTube.
Видео снимали в трущобных окрестностях города Манила (Филиппины) и показывает жизнь двух братьев со всеми их приключениями и опасностями, танцами, наркотиками и смертью. Видео выиграло несколько наград, включая Лучшее танцевальное видео на церемонии UK MVA’s и Лучший новый режиссёр на международном фестивале Каннские львы.

## Чарты
| Чарт (2012)                                | Высшая позиция |
| ------------------------------------------ | -------------- |
| Австралия (ARIA)                           | 12             |
| Бельгия/Фландрия (Ultratip Bubbling Under) | 4              |
| Бельгия/Валлония (Ultratip Bubbling Under) | 27             |
| Чехия (Rádio — Top 100)                    | 27             |
| Венгрия (Rádiós Top 40)                    | 24             |
| Iceland (Tonlist)                          | 4              |
| Нидерланды (Single Top 100)                | 71             |
| Новая Зеландия (Recorded Music NZ)         | 11             |
| Шотландия (OCC Scotland)                   | 16             |
| Великобритания (OCC UK Dance)              | 1              |
| Великобритания (OCC UK Singles)            | 14             |

## Сертификация
| Регион | Сертификация  | Продажи  |
| --- | ------------- | -------- |
| Австралия (ARIA) | 2× Платиновый | 140 000^ |
| Новая Зеландия (RMNZ) | Золотой       | 7500*    |
| Великобритания (BPI) | Золотой       | 400 000  |
| * Данные о продажах приведены только на основе сертификации. · ^ Данные о тиражах приведены только на основе сертификации. · Данные о продажах + прослушиваниях приведены только на основе сертификации. |               |          |